# Echinomunna horrida
Echinomunna horrida is een pissebed uit de familie Munnidae. De wetenschappelijke naam van de soort is voor het eerst geldig gepubliceerd in 1914 door Ernst Vanhöffen.
Vanhöffen verzamelde deze soort in 1902 op een diepte van 385 meter nabij Antarctica tijdens de expeditie van het Duitse onderzoeksschip Gauss naar het Zuidpoolgebied, onder de leiding van Erich von Drygalski in 1901-1903.
Vanhöffen plaatste deze soort in een nieuw geslacht, Echinomunna, omdat ze zich van alle andere Munna-soorten onderscheidt door lange stekels op de kop, rompsegmenten en abdomen. De stekels zijn in rijen dwars over het lichaam gerangschikt. Volwassen dieren zijn tot 3,5 mm lang.